# مردم شرق آسیا
مردم شرق آسیا (به انگلیسی: East Asian people)مردمی از شرق آسیا هستند که از چین، ژاپن، مغولستان، کره شمالی، کره جنوبی و تایوان تشکیل شده است. جمعیت کل کشورهای این منطقه
۱٫۶۷۷ میلیارد و ۲۱ درصد از جمعیت جهان در سال ۲۰۲۰ برآورد می‌شود. و همچنین دیاسپوراهای سایر اقوام آسیای شرقی به این معنی است که ۱٫۶۷۷ میلیارد نفر لزوماً رقم دقیقی برای تعداد مردم آسیای شرقی در سراسر جهان نیست.
گروه‌های قومی اصلی که هسته سنتی آسیای شرقی را تشکیل می‌دهند، هان، کره‌ای‌ها و یاماتو هستند سایر اقوام آسیای شرقی عبارتند از: آینو، بائی، هوئی، منچو، مغول و سایر اقوام مغول نیوخ‌ها، کیانگ، ریوکیو، تبتی یاکوت‌ها

## فرهنگ
خانواده‌های اصلی زبان‌های آسیای شرقی که هسته سنتی زبانی آسیای شرقی را تشکیل می‌دهند، خانواده‌های چینی، ژاپنی و کره‌ای هستند. خانواده‌های زبانی دیگر عبارتند از زبان‌های تبتی-برمه‌ای، آینو، مغولی‌تبار، تونگوز، ترکی، همونگ–مین، کرا-دای، آسترونزیایی، و آستروآسیایی
در طول اعصار، بیشترین تأثیر تاریخی بر آسیای شرقی از چین بوده است، جایی که گستره نفوذ فرهنگی آن به‌طور کلی به عنوان سینوکره شناخته می‌شود، پایه و اساس تمدن آسیای شرقی را بنا نهاد. فرهنگ چینی نه تنها به عنوان پایه‌ای برای جامعه و تمدن خود، بلکه برای همسایگان آسیای شرقی خود، ژاپن و کره، عمل کرد. رابطه بین چین و نفوذ فرهنگی آن در شرق آسیا با تأثیر تاریخی تمدن یونانی-رومی بر اروپا و جهان غرب مقایسه شده است. ویژگی‌های عمده صادر شده توسط چین به ژاپن و کره شامل واژگان مشترک مبتنی بر خط چینی و همچنین فلسفه‌های اجتماعی و اخلاقی مشابه برگرفته از تفکر کنفوسیوس است.
نویسه‌های هان و چینی نوشتاری به عنوان ابزاری برای صدور فرهنگ چینی به همسایگان آسیای شرقی، به عنوان مبنای زبانی اساسی و همچنین ویژگی زبانی یکپارچه در سیستم نوشتاری آسیای شرقی تبدیل شدند. حروف چینی زبان وحدت بخش سیاست بوروکراتیک و بیان مذهبی در شرق آسیا شد. خط چینی ابتدا به کره و سپس به ژاپن منتقل شد، جایی که شخصیت‌های هان به‌عنوان اصلی‌ترین پایه اساسی زبان‌شناختی زیربنایی سیستم نوشتاری ژاپنی عمل کردند. اما در کره، سجونگ کبیر الفبای هانگول را اختراع کرد که از آن زمان به عنوان مبنای زبانی اساسی برای فرمول بندی زبان کره‌ای استفاده می‌شود. در ژاپن، بسیاری از زبان ژاپنی علاوه بر کانجی به زبان هیراگانا، کاتاکانا نیز نوشته می‌شود. در مغولستان، خط مورد استفاده در آنجا خط سیریلیک همراه با سیستم خط مغولی است.

## ژنتیک
یک مقاله مروری توسط ملیندا آ. یانگ در سال ۲۰۲۲ خلاصه کرد و نتیجه گرفت که یک جمعیت آسیای شرقی-پایه متمایز به نام نسب آسیای شرقی و جنوب شرقی (ESEA) نامیده می‌شود. که اجداد آسیای شرقی، جنوب شرقی آسیا، پلی نزی و سیبری مدرن است، در حدود ۵۰۰۰۰ سال قبل از میلاد در سرزمین اصلی آسیای جنوب شرقی سرچشمه گرفت و از طریق امواج مهاجرت متعدد به ترتیب به سمت جنوب و شمال گسترش یافت. این دودمان ESEA باعث پیدایش زیردستان‌های مختلفی شد و همچنین اجداد شکارچیان هوآبینهی جنوب شرقی آسیا و تبار ۴۰۰۰۰ ساله تیانیوان که در شمال چین یافت می‌شوند، هستند، اما قبلاً از دودمان‌های مرتبط با اروپا و استرالیا متمایز و متمایز شده‌اند. در سایر مناطق اوراسیا ماقبل تاریخ یافت می‌شود. دودمان ESEA از یک فراجمعیت پیشین «غیر آفریقایی» (ENA) یا «اوراسیای شرقی» سه شاخه شد، که همچنین در شکل‌گیری سرخپوستان جنوبی اجدادی باستان (AASI) و همچنین استرالیایی‌ها کمک کرد.
اکثر مردم آسیای شرقی دارای ژن ABCC11 هستند که بوی بدن را تا حد زیادی کاهش می‌دهد و جرم گوش نوع خشک را رمزگذاری می‌کند. اعتقاد بر این است که این کاهش بوی بدن ممکن است سازگاری با آب و هوای سردتر توسط اجداد باستانی شمال شرق آسیا باشد، اگرچه این به‌طور قطعی ثابت نشده است.

## یادداشت
1. ↑  Sinitic refers to Sinophones or Chinese-speaking ethnic groups. It is derived from the Greco-Latin word Sīnai ('the Chinese'), probably from Arabic Ṣīn ('China'), from the Chinese dynastic name Qín. (OED)